# KissBee
KissBee（キスビー）は、日本の女性アイドルグループ。chu.inc所属。レーベルはKissBee Recordsである。アイドル活動と並行してYouTuber「URA-KiSS」（うらきす）としても活動している。

## 概要
ガールズサイト「Charm UP Girls」が主催したオーディションで選ばれた読者モデルにより2014年4月に結成された。また、同年10月には関西で派生ユニット「Kiss Bee WEST」も活動を開始した。
Yahoo! Japanによる「Yahoo!検索大賞2018」において「Yahoo!検索トレンドマップ2018 ネクストブレイクアイドル」に選ばれた。
ファンの総称は「888」（はちさん）である。

### URA-KiSS
KissBeeメンバーがYouTuberとして活動するときはURA-KiSS（うらきす）名義を用いて、ドッキリ、検証、歌ってみた・踊ってみた、ちょっとえっちな動画などを中心に投稿している。「うらきすハウス」で共同生活を行い、毎日動画を投稿するなどもした。
KissBeeを卒業した石井美音奈もURA-KiSSに参加している。

## メンバー
担当色、愛称、加入期、生年月日（年齢）、出身地、身長
中山星香（なかやま せいか）
緑、せいか、1.5期生
3代目リーダー（2023年5月 - ）
1995年7月5日（30歳）、神奈川県、163cm
最年長メンバー。KissBee加入前の高校1年生から現在に至るまで来来亭川崎菅生店でアルバイトを続けていてファンも多く通う場所になっている。
2023年5月、KissBeeのリーダーに就任した。
大江れな（おおえ れな） - 旧名：大江麗菜
紫、れなぱん、3期生
2000年3月10日（25歳）、東京都、154cm
2016年3月にKissBeeZEROから正規メンバーへ昇格した。2代目URA-KiSSのリーダー。URA-KiSSでは編集を担当。そのために必要だったMacBook Proの調達資金をクラウドファンディングで募り目標金額の30万円を上回る98万円の調達に成功した。
篠原ののか（しのはら ののか）
黄、ののか、6期生
2004年2月11日（21歳）、千葉県、160cm
2018年10月にKissBeeYouthから正規メンバーへ昇格。KissBee加入前、欅坂46のオーディションを受けていた。
吉田琴音（よしだ ことね）
青、ことち
1999年5月21日（26歳）、岐阜県、158cm
2023年3～5月にかけて行われた新メンバーオーディションにて選出された。2023年7月にプレデビュー後、2023年10月に正式デビューした。
小川みさき（おがわ みさき）
オレンジ、おがわ
2002年7月3日（23歳）、大阪府、154cm
2024年4月にKissBeeNextから正規メンバーへ昇格。
松本さやこ（まつもと さやこ）
ピンク、さやこ
2005年11月28日（19歳）、150cm
2020年12月にKissBeeYouthにてステージデビュー。学業に専念するため2023年4月に一旦卒業後、2025年2月に正規メンバーとしてデビューした。

### 旧メンバー
鷹野日南（たかの ひな）
赤、ひなちょす、1期生、元URA-KiSSメンバー
初代リーダー（ - 2015年12月）
2000年3月21日 - 2020年7月10日（20歳没）、千葉県、150cm
「第2のみちょぱオーディション」グランプリ。初代URA-KiSSリーダーとしてYouTubeを中心に活動していた。URA-KiSSでは企画立案と編集を担当。
椿明来（つばき めいら）
1期生、元うらきすメンバー
2001年6月11日（24歳）、神奈川県、154cm
在籍時は最年少メンバーであった。2015年10月公開の映画「早乙女四姉妹」に出演。2018年3月に卒業した。
朝日奈美空（あさひな みく）
1期生
2000年5月28日（25歳）、神奈川県、154cm
KissBee加入前はピチレモンの読者モデルもしていた。2016年3月に卒業した。
稗田智優（ひえだ ちひろ）
オレンジ、ちゆう、1.5期生、URA-KiSSメンバー
1999年6月8日（26歳）、大阪府、163cm
TikTokの人気ユーザーとしても知られる。KissBeeWESTと兼任で活動していたが、2016年1月にKissBeeWEST専任となった。2020年2月にKissBeeに復帰。2021年4月に卒業した。卒業後もURA-KiSSに参加していた。
高辻千夏（たかつじ ちなつ）
1.5期生
2000年8月21日（24歳）、大阪府、158cm
KissBeeWESTと兼任で活動していたが、2016年1月からKissBeeWEST専任となった。
山本杏奈（やまもと あんな）
（2期生）
2000年7月21日（24歳）、千葉県、157cm
2015年6月に研究生から正規メンバーへ昇格。2016年3月にKissBeeWESTへ移籍した。=LOVEの山本杏奈は同姓同名の別人。
山口瑠璃（やまぐち るり）
2期生
1999年3月16日（26歳）、茨城県、153cm
2014年12月に研究生から正規メンバーへ昇格。2017年6月に卒業した。2018年秋頃から運営スタッフとして活動。2021年5月に噛ム噛ムバンパイアへ加入した。
太田和さくら（おおたわ さくら）
ピンク、さくぽむ、2期生、元URA-KiSSメンバー
2代目リーダー（2015年12月 - 2019年4月）
2000年2月3日（25歳）、千葉県、160cm
2014年12月に研究生から正規メンバーへ昇格。2016年7月にグラビアデビューした。2018年「第9回ミスヤングチャンピオン」グランプリ。2019年4月に卒業した。
石井美音奈（いしい みおな）
オレンジ、みおたん、3期生、URA-KiSSメンバー
1999年11月22日（25歳）、東京都、156cm
KissBeeZEROリーダーを経て、2015年12月に正規メンバーへ昇格した。2017年にはアマチュア格闘技選手としても活動。2018年8月から舞台出演のためとして活動を休止していたが、その後KissBeeに復帰することはなかった。KissBeeでの活動を終了した後もURA-KiSSに参加している。URA-KiSSでは編集を担当。
谷藤海咲（たにふじ みさき）
青、みーちゃん、3期生
1999年9月22日（25歳）、東京都、156cm
2015年8月にKissBeeZEROから正規メンバーへ昇格した。「渋原コレクション」グランプリ。URA-KiSSでは編集を担当。2023年5月に卒業した。
2024年度9月30日 - NHK連続テレビ小説「おむすび」に佐藤珠子役で出演中。
前田璃音（まえだ りおん）
3期生、元うらきすメンバー
2000年10月4日（24歳）、東京都、154cm
KissBeeZERO、BeeGirls、KissBeeYouthリーダーを経て、2017年6月に正規メンバーへ昇格した。2018年7月に卒業した。
すず
星空のBabooメンバー。2017年6月にKissBeeと兼任することとなった。同年8月に兼任は解除され、9月に事務所を退所した。
なる
星空のBabooメンバー。「すず」と同じく2017年6月にKissBeeと兼任、同年8月に兼任解除、9月に事務所を退所した。
山崎瑛麻（やまざき えま）
ピンク、えまるん、7期生
2000年10月14日（24歳）、埼玉県、162cm
2020年2月にKissBeeYouthから正規メンバーへ昇格した。2024年3月に卒業した。
森元あやの（もりもと あやの）
オレンジ→ピンク、あやの
2001年10月4日（23歳）、鹿児島県、157cm
2023年3～5月にかけて行われた新メンバーオーディションにて選出され、2023年7月にプレデビュー、2023年10月に正式デビューした。2024年9月に卒業した。
鈴木みゆ（すずき みゆ）
赤、みゆ
2009年7月10日（16歳）、東京都、158cm
2023年10月にステージデビューし、2024年9月に卒業した。
藤井優衣（ふじい ゆい）
黄緑→白 、ふじい、4.5期生
2001年1月19日（24歳）、広島県、158cm
KissBeeZERO、BeeGirls、KissBeeYouthを経て2018年10月に正規メンバーへ昇格。2019年6月の7期生加入時にKissBeeYouthの監督に就任した。また、2019年10月にメンバーカラーを黄緑から白に変更した。2025年1月に卒業した。
紬ゆき（つむぎ ゆき）
水色、つむ
2002年2月19日（23歳）、福島県
2024年4月にKissBeeNextから正規メンバーへ昇格。治療に専念するため、2025年1月に脱退した。

## 略歴
公式ウェブサイト「History」も参照。
2014年
4月、ガールズサイト「Charm UP Girls」の『Future Model Unit Project』オーディションで、鷹野日南、朝日奈美空、椿明来、龍谷瀬菜、ramuの5名が合格。「Charm UP Girls」に写真が掲載された。その後、龍谷とramuが活動を辞退。鷹野、朝日奈、椿の3名でKissBeeが結成された。
- KissBee：鷹野、朝日奈、椿

5月31日、渋谷HAZARDで行われた『Girls Theater Vol.1』で初ライブ。以降、月に1度のライブに出演した。
8月28日、新宿ReNYで行われた『Girls Theater Vol.4』で1.5期生が加入。
- 1.5期生：中山星香、稗田智優、高辻千夏
- KissBee：鷹野、朝日奈、椿、中山、稗田、高辻

10月11日、渋谷REXで行われたライブで2期生が研究生として加入。同じ頃山本杏奈も研究生として加入した。
- 2期生：太田和さくら、山口瑠璃、（山本杏奈）

11月8日、デビューシングル「泥だらけの花/カラフルmelody」を横浜・プレミアホールで行われたライブから会場限定で発売。
12月7日 - 28日、WALLOPで新メンバー公開オーディション『Road To Kiss Bee』が行われ生放送された。2.5期生が加入。
- 2.5期生：柚木あみ

12月28日、太田和さくらと山口瑠璃が正規メンバーへ昇格。
- KissBee：鷹野、朝日奈、椿、中山、稗田、高辻、太田和、山口

2015年
1月31日、初めてのワンマンライブ『大きな感謝と小さな一歩』を渋谷RUIDO K2で開催。
3月4日、初めての定期公演をアキバアリーナで開催。以降、隔週水曜日に定期公演を開催した。
4月4日、『2ndワンマンライブ』を初台DOORSで開催。2ndシングル「道しるべは青/卒業の空」を発売した。2,000人を超える応募者の中から選ばれた3期生が加入。
- 3期生：石井美音奈、大江麗菜、谷藤海咲、前田璃音、龍谷瀬菜

6月17日、代アニLIVEステーションでの定期公演で山本杏奈が正規メンバーへ昇格。
- KissBee：鷹野、朝日奈、椿、中山、稗田、高辻、太田和、山口、山本

6月26日、1stDVD『This is Kiss Bee』を発売。
7月4日、渋谷グランデで開催した『KissBee ワンマンライブ番外編 Vol.2.5〜Miku Final Dance〜』を以って朝日奈美空が活動休止。3期生で研究生ユニット「KissBeeZERO」を結成した。
8月9日、『3rdワンマンライブ』を新宿ReNYで開催。3rdシングル「透明な恋の歌/真夏のAtoZ」を発売した。また、3.5期生がKissBeeZEROに加入。谷藤海咲が正規メンバーへ昇格した。
- 3.5期生：RaMu、平山花菜、石塚桃花
- KissBee：鷹野、朝日奈、椿、中山、太田和、山口、山本、谷藤

9月19日、渋谷グランデでの定期公演番外編で小中学生を中心にKissBeeJr.を結成。
10月3日 - 12月26日、リリースイベント全国ツアー2015『First Kiss〜初めましてKiss Beeです〜』を開催。
10月17日、椿明来が主演を務めた映画「早乙女4姉妹 」が公開された。
11月27日、初めての全国流通盤となる4thシングル「頬で探すあなたの温度」を発売。
12月26日、全国ツアー2015ファイナルの『4thワンマンライブ』をディファ有明で開催。4期生が加入した。石井美音奈が正規メンバーへ昇格。稗田智優と高辻千夏がKissBeeWEST専任となった。リーダーが鷹野日南から太田和さくらに交代。
- 4期生：相川うさき、安田乃愛、茅根里野、神成望愛
- KissBee：鷹野、朝日奈、椿、中山、太田和、山口、山本、谷藤、石井

2016年
1月10日、この日から主催公演の名称が『KissMark』となる。
1月24日、渋谷グランデでのKissMark03を以って山本杏奈がKissBeeWESTへ無期限で移籍。
3月21日、渋谷グランデでのKissMark07を以って朝日奈美空が卒業。
- KissBee：鷹野、椿、中山、太田和、山口、山本、谷藤、石井

3月26日、渋谷グランデで『KissMark08』を開催。4.5thシングルとしてミュージックカード「Just sing!」及び「Happy Day」を1,000枚限定で発売した。大江麗菜が正規メンバーへ昇格。また、BabyKissを結成した。この日、別会場で開催されたKissBeeWESTの東京ワンマンライブを以って山本杏奈がKissBeeWESTへ完全移籍。
- KissBee：鷹野、椿、中山、太田和、山口、谷藤、石井、大江

5月31日、6thシングル｢君と僕と夏の物語｣を発売。
6月18日、渋谷グランデで開催した『KissMark13 〜夢への一歩目〜 』で4.5期生が加入。KissBeeZEROとKissBeeJr.を解散し、「BATTLE OF ZERO」と題した3か月ごとの投票によって上位ユニットの新生KissBeeZEROと下位ユニットのBeeGirlsのどちらに所属するかを決めることとなった。
- 4.5期生：浅野愛梨、伊藤真菜、鹿嶋友理奈、大井智恵、杉山実愛、七瀬あんず、茎沢衿香、佐々木未来、並木美紅、藤井優衣、堀彩奈

7月30日、『5thワンマンライブ』をZEPP TOKYOで開催。
8月1日、千葉テレビで初めての地上波冠番組『KissBeeベンチャーズ』の放送が始まった。
9月29日、鷹野日南が声帯ポリープによりライブ活動を休止。
10月3日、地上波全国31局ネットの音楽情報番組『MUSIC B.B.』でアシスタントMCに就任。
10月4日、ニッポン放送『オールナイトニッポン』放送直前の午前1時の時報を担当（2017年2月頃まで）。
11月12日、渋谷グランデでのKissMark20を以ってBabyKiss、KissBeeZERO及びBeeGirlsの3ユニット全てを解散し、新たな研究生ユニット「KissBeeYouth」、「星空のBaboo」及び「NECO PLASTIC」に再編成されることとなった。
11月13日、KissBeeYouthを中野坂上S.U.B TOKYOでお披露目した。
11月20日、イオンシネマみなとみらいで主演映画『わたしたち』の完成披露上映会を開催。
12月24日、赤坂BLITZで定期公演を開催。カバーアルバム『KissBee Cover Album Vol.1』を発売した。鷹野日南が復帰。5期生がKissBeeYouthに加入した。また、星空のBabooとNECO PLASTICをお披露目。
- 5期生：坂東沙季、田中姿帆、近田明佳音

2017年
3月31日、赤坂BLITZで定期公演vol.2を開催。
5月2日、6thシングル「Labyrinth-イチゴ姫の旅立ち」を発売。
5月13日 - 14日、インドネシア・ジャカルタで行われたジャパンエキスポに鷹野日南、谷藤海咲、大江麗菜、中山星香、太田和さくら、石井美音奈が出演。初めての海外公演となった。
5月20日、ポプラ社から絵本とCDがコラボした「いちごひめのたびだち」を発売した。
6月3日、渋谷グランデで開催した『山口瑠璃卒業公演』を以って山口瑠璃が卒業。また、前田璃音が正規メンバーへ昇格。星空のBabooの「すず」と「なる」がKissBeeと兼任になった。（同年8月10日に兼任解除）
- KissBee：鷹野、椿、中山、太田和、谷藤、石井、大江、前田

6月28日、鷹野日南がしばらくライブ活動を休止することを発表。
8月11日、渋谷グランデでのKissMark29で5.5期生が加入。
- 5.5期生：七瀬りお

8月12日、渋谷WOMBで行われた『VAZRIDE』でYouTuberの禁断ボーイズ、ヒカル、ラファエルなどとコラボトークを実施。後にうらきすチャンネルを開始するきっかけとなった。
8月27日、YouTubeの「うらきす【裏KissBeeチャンネル】」に初めての動画を投稿。
8月29日、7thシングル「どっきんふわっふー」を発売。
11月25日、渋谷グランデで開催した『KissMark 32〜KissBee3周年&6期生デビュー』で6期生が加入。
- 6期生：安形小町、原田真優莉、関口絢巳、篠原ののか、上原明未加

12月5日、8thシングル「&PEACH」を発売。
12月20日、2ndDVD『Kiss Bee JIGOKU』を発売。
2018年
2月3日、サンリオピューロランドで行われた『MAY'S「Nothing」リリースパーティーinサンリオピューロランド』にコラボゲスト＆バックダンサーとして出演。
3月11日、渋谷O-Crestで開催した『KissMark～椿明来卒業編～』を以って椿明来が卒業。また、前田璃音が活動休止。
- KissBee：（鷹野）、中山、太田和、谷藤、石井、大江、前田

5月8日、2ndアルバム『Pop Honeycomb』を発売。
6月12日、6.5期生で「ΠLON」（パイロン）を結成。
- 6.5期生：マイ、アヤ、アカリ、シオネ

7月13日、うらきすチャンネルの活動を休止。
7月22日、『6thワンマンライブ』を白金高輪SELENE b2で開催。前田璃音が卒業した。
- KissBee：（鷹野）、中山、太田和、谷藤、石井、大江

7月24日、チャンネル名を「URA-KiSS【うらきす】」に変更してYouTuber活動を再開した。
7月26日、動画でメンバーカラーを制定したこと、鷹野日南がURA-KiSSリーダーに就任したこと、うらきすハウスを作ることなどを発表。
8月、「KissBee a.k.a. うらきす」としてAbemaTV、カラオケの鉄人及び週刊少年サンデーによる合同オーディション「極アツ★アイドル2018」に参加。
8月5日、『KissBee Group Summer Festival』をイオンモール幕張新都心で開催。
9月7日、3rdDVD『KISSBEE JIGOKU vol.2』を発売。
9月15日、8月6日から活動を休止していた石井美音奈が以降の活動も休止することとなり事実上卒業した。
- KissBee：（鷹野）、中山、太田和、谷藤、大江

10月8日、リリースイベントを開催。藤井優衣、篠原ののかが正規メンバーへ昇格し、6名の新体制がスタートした。
- KissBee：（鷹野）、中山、太田和、谷藤、大江、藤井、篠原

11月30日、Yahoo! Japanによる「Yahoo!検索大賞2018」において「Yahoo!検索トレンドマップ2018 ネクストブレイクアイドル」に選ばれる。
12月11日、ミニアルバム『imaginism』を発売。
2019年
1月27日、『7thワンマンライブ』を白金高輪SELENE b2で開催。
3月16日、『8thワンマンライブ』を白金高輪SELENE b2で開催。
4月6日、渋谷WOMBで開催した『太田和さくら卒業公演』を以ってリーダーの太田和さくらが卒業した。
- KissBee：（鷹野）、中山、谷藤、大江、藤井、篠原

4月7日、リリースイベント『ラブカルミステリーツアー』を横浜ビブレでスタート。
4月24日、URA-KiSSが無料オンラインサロン「うらこみゅ」をDMMオンラインサロンに開設。直後に会員数日本2位を達成した。
5月21日、9thシングル「ラブカル☆みるみるティショん」を発売。
6月13日、渋谷WOMBでのKissMarkでURA-KiSSが第1弾DVD『ウラビデ』を発売。7期生が加入。KissBeeYouthにTeam KとTeam Bの2チーム制を導入した。
- 7期生：武部彩乃、本多由佳、松村もみ、峰島美咲、成田菜津美、野田玲奈、近藤亜沙、山崎瑛麻、矢島舞、中桐唯那

7月5日、URA-KiSSがYahoo! JAPANが運営するネットクイズ番組『ワイキュー』の金曜レギュラーに就任。毎週メンバー2名が出演した。
7月15日、URA-KiSSチャンネルの活動を休止。
7月25日、URA-KiSSメンバーがDMM.com本社で「URA-KiSSプレスカンファレンス」を行いオリコン公式YouTubeでライブ配信した。この中でURA-KiSSが掲げる「女の子2.0」、DMMとのコラボ企画、LINE LIVEでの制作支援、Yahoo! JAPANのライブクイズ番組『ワイキュー』の1週間ジャックなどについて発表した。また、URA-KiSS名義のMV「輪廻～Rinne～」をURA-KiSSチャンネルで公開してYouTuber活動を再開。
9月15日、ラブカルミステリーツアーファイナルの『9thワンマンライブ』をラフォーレミュージアム原宿にて開催した。
10月26日、横浜ブロンテでのKissMarkで7.5期生が加入。KissBeeYouthのチーム編成を変更。
- 7.5期生：新井妃菜乃、西本百花、松本百花、横尾莉緒

12月3日、10thシングル「えす・あ～る・わい/クック=ドゥードゥル=ドゥ」を発売。
2020年
1月4日、『Kissフェス2020』を渋谷WOMBで開催。
2月9日、『KissBee7人新体制お披露目イベント』を渋谷WOMBで開催。山崎瑛麻が正規メンバーへ昇格、KissBeeWESTから稗田智優が復帰して7人体制をお披露目した。8期生が加入。KissBeeYouthのチーム編成を変更。
- 8期生：金田胡桃、内野ねね、外山さりな、志鳥華帆、杉田優衣、増田莉子
- KissBee：（鷹野）、中山、谷藤、大江、藤井、篠原、山崎、稗田

3月1日、8.5期生が新チーム「KissBeeYouth Team Y」に加入。
- 8.5期生：大坂鈴香、今岡愛美、石塚明日香、長谷川早紀、伊藤優花、午菴琴音、山田彩乃

5月21日、URA-KiSSの鷹野日南、谷藤海咲、稗田智優を中心として「株式会社zzz.inc」（ねむ）を設立。鷹野日南が社長に就任した。
6月28日、うらきすハウスを退去。
7月10日、KissBeeの活動を休止していた鷹野日南が逝去。
- KissBee：中山、谷藤、大江、藤井、篠原、山崎、稗田

8月30日、千葉県某所で追悼花火。
9月8日、オンラインライブ『RE:member』を開催した。
10月13日、URA-KiSSが荒野行動のサポーターに就任。
11月5日 - 7日、荒野行動主催イベント「新マップの真相を突き止めろ！72時間ぶっ通し行動」に中山星香、谷藤海咲が出演。
12月12日、松本紗彩子がKissBeeYouthに加入。
12月19日 - 25日、LINE LIVEの特典として渋谷・原宿エリアを中心にアドトラックが走った。
12月20日、11thシングル「空ヲモウ」と5thDVD『RE:member』を発売した。
2021年
1月17日、この日開催予定のKissフェス2021が新型コロナウイルス感染症感染拡大に伴う緊急事態宣言発令により延期。
1月30日・31日、LINE LIVEで「目指せトレンド入り！#裏24時間キス」を実施。初めての24時間連続生配信を行った。
2月7日、リミックスアルバム『beeeeeeeat』を発売。
4月3日、『Kissフェス2021』を横浜ベイホールで開催。稗田智優が卒業した。
- KissBee：中山、谷藤、大江、藤井、篠原、山崎

4月17日、初めての写真集を発売。
8月1日、URA-KiSSチャンネルの活動を休止。谷藤海咲が生配信を行い、チャンネル登録者数100万人への到達を目標に新体制に移行し、視聴者から企画を募集することなどを発表した。
9月7日、12thシングル「君に夢中」を発売。
9月15日、URA-KiSSチャンネルの活動を再開。チャンネル登録者数100万人への到達を目標とした新体制に移行し、大江れなが2代目リーダーに就任した。また、藤井優衣、篠原ののか、山崎瑛麻が「サブメンバー」となり、KissBeeの活動に専念していくことを発表した。
2022年
1月30日、『10thワンマンライブ』を代官山UNITで開催。
3月1日、インフルエンサーとしての活動に集中するため、稗田智優がURA-KiSSを脱退。
4月23日、ららぽーと豊洲での13thシングル「時空ノイズ」リリースイベントを皮切りに全国ツアーがスタート。新たに5人がKissBeeYouthに加入。
- KissBeeYouth：松本紗彩子、如月優衣、長町美里、小泉梨里香、荒牧ゆめあ、西口夢花

7月12日、13thシングル「時空ノイズ」を発売。
10月4日、OPENREC.tvにて冠番組『育て！KissチャレTV』がスタート。
11月6日、ららぽーと横浜での3rdアルバム「super super」リリースイベントを皮切りに全国ツアー『スーパー8』がスタート。
12月26日、如月優衣、荒牧ゆめあ、西口夢花がKissBeeYouthを卒業。
- KissBeeYouth：松本紗彩子、長町美里、小泉梨里香

2023年
- 2月14日、3rdアルバム『super super』を発売。
- 4月22日、松本紗彩子、長町美里がKissBeeYouthを卒業。
  - KissBeeYouth：小泉梨里香

- 5月15日、Zepp Shinjuku (TOKYO)で開催した『谷藤海咲KissBee卒業ライブ-FINAL IMPACT!!-』をもって谷藤海咲が卒業。中山星香が3代目リーダーに就任した。
  - KissBee：中山、大江、藤井、篠原、山崎

- 7月1日、KissBeeYouthをKissBeeNextに改称。
- 7月8日、『★新メンバーお披露目イベント★』をGOTANDA G4で開催。新メンバーオーディションにて選出された吉田琴音、森元あやのがプレデビュー。
  - KissBee：中山、大江、藤井、篠原、山崎、吉田、森元

- 7月16日、新たに5人がKissBeeNextに加入。
  - KissBeeNext：小泉梨里香、小川美咲、齋藤佳菜子、大髙美咲、鈴木愛菜、野﨑来姫

- 10月7日、紬ゆきがKissBeeNextに加入。
  - KissBeeNext：小泉梨里香、小川美咲、齋藤佳菜子、大髙美咲、鈴木愛菜、野﨑来姫、紬ゆき

- 10月16日、『11thワンマンライブ』をduo MUSIC EXCHANGEで開催。吉田琴音、森元あやのが正式にステージデビューし、さらに新メンバーの鈴木みゆを加えた8人体制をお披露目。
  - KissBee：中山、大江、藤井、篠原、山崎、吉田、森元、鈴木

- 11月4日、キャナルシティ博多での14thシングル「あなたのいちばんめ」リリースイベントを皮切りに全国ツアー『年中無休ゅんきゅんツアー』がスタート。
- 12月16日、大髙美咲がKissBeeNextを卒業。
  - KissBeeNext：小泉梨里香、小川美咲、齋藤佳菜子、鈴木愛菜、野﨑来姫、紬ゆき

- 12月24日、14thシングル『あなたのいちばんめ』を発売。

2024年
- 2月8日、鈴木愛菜が契約解除によりKissBeeNextでの活動を終了。
  - KissBeeNext：小泉梨里香、小川美咲、齋藤佳菜子、野﨑来姫、紬ゆき

- 2月20日、藤井優衣、篠原ののかがUniiiqueと業務提携を行ったことを発表。
- 3月14日、Veats Shibuyaで開催した『あなたのいちばんめリリースイベントTour Final!!～山崎瑛麻卒業公演～』をもって山崎瑛麻が卒業。
  - KissBee：中山、大江、藤井、篠原、吉田、森元、鈴木

- 3月31日、野﨑来姫がKissBeeNextを卒業。
  - KissBeeNext：小泉梨里香、小川美咲、齋藤佳菜子、紬ゆき

- 4月22日、『KissBee 新体制お披露目ライブ』を白金高輪SELENE b2で開催。小川みさき、紬ゆきが正規メンバーへ昇格。
  - KissBee：中山、大江、藤井、篠原、吉田、森元、鈴木、小川、紬
  - KissBeeNext：小泉梨里香、齋藤佳菜子

- 5月26日、小泉梨里香がKissBeeNextを卒業。
  - KissBeeNext：齋藤佳菜子

- 8月7日、日本テレビ系『笑ってコラえて！2時間SP』に出演。
- 9月7日、横浜みなとみらいブロンテでのライブをもって森元あやの、鈴木みゆが卒業。
  - KissBee：中山、大江、藤井、篠原、吉田、小川、紬

- 10月12日、15thシングル『僕らのアーティファクト』をデジタルリリースし、全国ツアーがスタート。
- 11月8日、15thシングル『僕らのアーティファクト』を発売。

2025年
- 1月14日、1000 CLUBで開催した『藤井優衣卒業公演』をもって藤井優衣が卒業。
  - KissBee：中山、大江、篠原、吉田、小川、紬

- 1月28日、紬ゆきが脱退。
- 2月1日、松本さやこがステージデビュー。
  - KissBee：中山、大江、篠原、吉田、小川、紬、松本

## 作品
順位はオリコン週間ランキング最高位。

### シングル
| #  | 発売日         | タイトル                                     | 順位 |
| -- | -------------- | -------------------------------------------- | ---- |
| 1  | 2014年11月8日  | 泥だらけの花                                 | N/A  |
| 2  | 2015年4月4日   | 道しるべは青                                 | N/A  |
| 3  | 2015年8月9日   | 透明な恋の歌                                 | N/A  |
| 4  | 2015年11月25日 | 頬で探すあなたの温度                         | 14位 |
| 5  | 2016年5月31日  | 君と僕と夏の物語                             | 08位 |
| 6  | 2017年5月2日   | Labyrinth～イチゴ姫の旅立ち                  | 19位 |
| 7  | 2017年8月29日  | どっきんふわっふー                           | 26位 |
| 8  | 2017年12月5日  | &PEACH                                       | 25位 |
| 9  | 2019年5月21日  | ラブカル☆みるみるティショん                  | 07位 |
| 10 | 2019年12月3日  | えす・あ～る・わい/ クック=ドゥードゥル=ドゥ | 19位 |
| 11 | 2020年12月20日 | 空ヲモウ                                     | 48位 |
| 12 | 2021年9月7日   | 君に夢中                                     | 07位 |
| 13 | 2022年7月12日  | 時空ノイズ                                   | 10位 |
| 14 | 2023年12月24日 | あなたのいちばんめ                           | 12位 |
| 15 | 2024年11月8日  | 僕らのアーティファクト                       | 18位 |

#### ミュージックカード
| # | 発売日        | タイトル   |
| - | ------------- | ---------- |
| 1 | 2016年3月26日 | Just Sing! |
| 2 | 2016年3月26日 | Happy Day  |

### アルバム
| # | 発売日         | タイトル                  | 順位 |
| - | -------------- | ------------------------- | ---- |
| 1 | 2015年12月26日 | 白い花                    | N/A  |
| 2 | 2016年12月24日 | KissBee Cover Album Vol.1 | N/A  |
| 3 | 2018年5月8日   | Pop Honeycomb             | 20位 |
| 4 | 2018年12月11日 | imaginism                 | 13位 |
| 5 | 2021年2月7日   | Beeeeeeeat                | 88位 |
| 6 | 2023年2月14日  | super super               | 12位 |

### 映像作品
| # | 発売日         | タイトル                 | 規格品番  |
| - | -------------- | ------------------------ | --------- |
| 1 | 2015年6月26日  | This is Kiss Bee         | TRST-0225 |
| 2 | 2017年12月20日 | Kiss Bee JIGOKU          | MRL-007   |
| 3 | 2018年9月7日   | KISSBEE JIGOKU vol.2     | MRL-010   |
| 4 | 2019年6月13日  | ウラビデ（URA-KiSS名義） | 公式通販  |
| 5 | 2020年12月20日 | RE:member                | 公式通販  |

### その他
| タイトル             | 備考                      |
| -------------------- | ------------------------- |
| 純白のストライド     | 初のオリジナル曲          |
| そしてまた明日は来る | 映画『早乙女4姉妹』主題歌 |
| サンタと王子様       | クリスマス時期の限定曲    |
| 木漏れ日の匂い       |                           |

## 出演

### テレビ
- KissBeeベンチャーズ（2016年8月 - 2017年2月、毎週月曜、千葉テレビ）[33]
- MUSIC B.B.（2016年10月 - 2017年3月、独立局系） - アシスタントMC
- 笑ってコラえて！2時間SP（2024年8月7日、日本テレビ系）
- バントマン 第3話（2024年10月26日、東海テレビ・フジテレビ系） - 本人 役[47]

### 映画
- 早乙女四姉妹（2015年） - 主演・椿明来、早乙女マイ 役[13]

### ネット番組
- ワイキュー（2019年7月 - 9月、Yahoo! JAPAN） - URA-KiSS[t 41]
- 育て！KissチャレTV（2022年10月 - 2023年3月、OPENREC.tv）

### ゲーム
- ガールズビートステージ（2018年、クロノス）[t 83]
- アイコイノート（2020年、GMOプレイミュージック） - URA-KiSS[48]

## 書籍
- TOO HAJIMU、Q-TA、BOSS BEE『いちごひめのたびだち』ポプラ社、2017年5月20日。ISBN 978-4-591-15505-9。
- 写真集『KissBee』（2021年、公式通販）

## 関連ユニット・グループ
2014年10月にKissBeeの関西在住メンバーによる派生グループとして「KissBeeWEST」が大阪を拠点に活動を開始。 2016年1月からKissBeeとの兼任を解除して独立したグループとして活動を本格化した。
2015年7月に3期生によって研究生ユニット「KissBeeZERO」が結成された。また、9月には小中学生を中心に「KissBeeJr.」が結成された。
2016年3月に「BabyKiss」が結成された。6月にはKissBeeZEROとKissBeeJr.を解散し、「BATTLE OF ZERO」と題した3か月ごとの投票によって上位ユニットの「新生KissBeeZERO」と下位ユニットの「BeeGirls」のどちらに所属するかを決めることとなった。11月にはBabyKiss、KissBeeZERO及びBeeGirlsの3ユニット全てを解散し、新たな研究生ユニット「KissBeeYouth」、「星空のBaboo」及び「NECO PLASTIC」に再編成されることとなった。
2017年9月に星空のBabooが解散。11月にはNECO PLASTICがFreeK-Laboratoryに移籍した。
2020年12月に「噛ム噛ムバンパイア」が結成されKissBeeYouthメンバーが多数移籍した。翌2021年8月に解散。
2023年7月にKissBeeYouthがKissBeeNextに改称された。

### KissBeeNext
2016年11月に結成された研究生ユニット。2023年7月にKissBeeYouthより改称された。

#### Nextメンバー
| 名前                       | 加入      | 生年月日（年齢）      | 自己紹介                                       | 担当色（非公式） |
| -------------------------- | --------- | --------------------- | ---------------------------------------------- | ---------------- |
| 齋藤佳菜子 さいとう かなこ | 2023年7月 | 2003年12月9日（21歳） | 最年少じゃないけど末っ子担当。齋藤佳菜子です。 | 黄色             |

##### 旧Youth・Nextメンバー
| 名前                       | 加入期 | 脱退       | 生年月日（年齢）       | 出身地   | 備考                                                                        |
| -------------------------- | ------ | ---------- | ---------------------- | -------- | --------------------------------------------------------------------------- |
| 堀綾奈 ほり あやな         | 4.5期  | 2017年1月  |                        |          |                                                                             |
| 相川うさき あいかわ うさき | 4期    | 2017年2月  |                        |          |                                                                             |
| 菅原楓 すがわら かえで     | N/A    | 2017年2月  |                        |          | 元BeeGirls                                                                  |
| 茎沢衿香 くきさわ えりか   | 4.5期  | 2017年4月  |                        |          |                                                                             |
| 坂東沙季 ばんどう さき     | 5期    | 2017年6月  |                        |          |                                                                             |
| 大井智恵 おおい ちえ       | 4.5期  | 2017年11月 |                        |          |                                                                             |
| 田中姿帆 たなか しほ       | 5期    | 2017年11月 |                        |          |                                                                             |
| 麻奈月 まなつ              | N/A    | 2017年11月 |                        |          | 元姫君のスパークリング                                                      |
| まゆり                     | 6期    | 2018年8月  |                        |          |                                                                             |
| 安形小町 あがた こまち     | 6期    | 2018年9月  |                        |          |                                                                             |
| 関口絢巳 せきぐち あやみ   | 6期    | 2019年1月  |                        |          |                                                                             |
| LUNA                       | 6.5期  | 2019年9月  |                        |          |                                                                             |
| 上原明未加 うえはら あみか | 6期    | 2019年6月  |                        |          |                                                                             |
| 松村もみ まつむら もみ     | 7期    | 2019年7月  | 1999年4月2日（26歳）   | 東京都   |                                                                             |
| 野田玲奈 のだ れな         | 7期    | 2019年7月  |                        | 静岡県   |                                                                             |
| 佐藤朱里 さとう あかり     | 6.5期  | 2019年8月  | 1997年4月29日（28歳）  | 栃木県   | 元ΠLON                                                                      |
| 本多由佳 ほんだ ゆか       | 7期    | 2019年8月  | 1995年3月18日（30歳）  | 茨城県   |                                                                             |
| 牧野あや まきの あや       | 6.5期  | 2019年9月  | 2000年12月25日（24歳） | 神奈川県 | 元ホリプロ→元ΠLON                                                           |
| 新井妃菜乃 あらい ひなの   | 7.5期  | 2020年1月  | 2002年4月1日（23歳）   | 長野県   |                                                                             |
| 七瀬りお ななせ りお       | 5.5期  | 2020年2月  | 1999年7月29日（25歳）  | 東京都   | 後にラブアグレッション→JAPANARIZM                                           |
| 近藤亜沙 こんどう あさ     | 7期    | 2020年2月  | 2005年9月14日（19歳）  | 東京都   | 後にUPローチ                                                                |
| 西本百花 にしもと もか     | 7.5期  | 2020年3月  |                        |          |                                                                             |
| 成田菜津美 なりた なつみ   | 7期    | 2020年7月  | 2001年8月15日（23歳）  | 長野県   |                                                                             |
| 大坂鈴香 おおさか すずか   | 8.5期  | 2020年7月  |                        |          |                                                                             |
| 今岡愛美 いまおか あいみ   | 8.5期  | 2020年7月  |                        |          |                                                                             |
| 石塚明日香 いしづか あすか | 8.5期  | 2020年7月  |                        |          |                                                                             |
| 松本百花 まつもと ももか   | 7.5期  | 2020年11月 | 2002年7月23日（22歳）  | 東京都   |                                                                             |
| 午菴琴音 ごあん ことね     | 8.5期  | 2020年11月 | 2002年12月19日（22歳） |          |                                                                             |
| 峰島美咲 みねしま みさき   | 7期    | 2020年12月 | 2000年3月17日（25歳）  | 千葉県   | 噛ム噛ムバンパイアへ移籍→1つ足りない賽は投げられた                          |
| 矢島舞 やじま まい         | 7期    | 2020年12月 | 1997年4月2日（28歳）   | 東京都   | 噛ム噛ムバンパイアへ移籍                                                    |
| 横尾莉緒 よこお りお       | 7.5期  | 2020年12月 | 1997年2月28日（28歳）  | 北海道   | 元代々木女子音楽院 噛ム噛ムバンパイアへ移籍→アフィシャナドゥ→Loulouchouchou |
| 金田胡桃 かねだ くるみ     | 8期    | 2020年12月 | 2000年10月6日（24歳）  | 兵庫県   | 噛ム噛ムバンパイアへ移籍→GANGDEMIC                                          |
| 内野ねね うちの ねね       | 8期    | 2020年12月 | 2001年6月17日（24歳）  | 東京都   | 噛ム噛ムバンパイアへ移籍                                                    |
| 杉田優衣 すぎた ゆい       | 8期    | 2020年12月 | 1996年12月12日（28歳） | 埼玉県   | 噛ム噛ムバンパイアへ移籍→［PUZZLE.］→JAPANARIZM                             |
| 増田莉子 ますだ りこ       | 8期    | 2020年12月 | 2000年7月6日（25歳）   | 埼玉県   | 噛ム噛ムバンパイアへ移籍                                                    |
| 長谷川早紀 はせがわ さき   | 8.5期  | 2020年12月 | 2002年2月6日（23歳）   |          | 噛ム噛ムバンパイアへ移籍                                                    |
| 中桐唯那 なかぎり ゆいな   | 7期    | 2020年12月 | 2002年10月29日（22歳） | 千葉県   |                                                                             |
| 外山さりな とやま さりな   | 8期    | 2020年12月 | 1999年4月30日（26歳）  | 千葉県   |                                                                             |
| 志鳥華帆 しとり かほ       | 8期    | 2021年2月  | 1998年10月31日（26歳） | 栃木県   |                                                                             |
| 伊藤優花 いとう ゆうか     | 8.5期  | 2021年5月  | 2000年8月28日（24歳）  |          | 後にFloreRisa                                                               |
| 野崎まい のざき まい       | 6.5期  | 2021年6月  | 1999年4月24日（26歳）  | 宮城県   | 元ΠLON                                                                      |
| 山田彩乃 やまだ あやの     | 8.5期  | 2021年9月  | 2003年1月6日（22歳）   |          |                                                                             |
| 如月優衣 きさらぎ ゆい     |        | 2022年12月 | 1998年9月7日（26歳）   |          | 元READY TO KISS                                                             |
| 荒牧ゆめあ あらまき ゆめあ |        | 2022年12月 | 2001年12月10日（23歳） |          |                                                                             |
| 西口夢花 にしぐち ゆめか   |        | 2022年12月 | 2004年7月1日（21歳）   |          |                                                                             |
| 松本紗彩子 まつもと さやこ |        | 2023年4月  | 2005年11月28日（19歳） |          |                                                                             |
| 長町美里 ながまち みさと   |        | 2023年4月  | 2002年6月6日（23歳）   |          |                                                                             |
| 大髙美咲 おおたか みさき   |        | 2023年12月 | 2002年11月15日（22歳） |          |                                                                             |
| 鈴木愛菜 すずき まな       |        | 2024年2月  | 2003年10月13日（21歳） |          |                                                                             |
| 野﨑来姫 のざき こひめ     |        | 2024年3月  | 2002年3月24日（23歳）  |          |                                                                             |
| 小泉梨里香 こいずみ りりか |        | 2024年5月  | 2005年11月2日（19歳）  |          |                                                                             |

### ΠLON
2018年6月デビュー - 
2018年6月に6.5期生4人で結成された。同年12月を最後に活動を停止した。メンバーはΠLON活動停止後もKissBeeYouthとして活動。

### 噛ム噛ムバンパイア
2020年12月デビュー - 2021年8月解散
2020年5月にデビュー予定として同年3月にオーディションが開催されたが、新型コロナウイルス (COVID-19) の影響などにより、当初の計画を変更して12月にアマガミ9名、カムカム9名の計18名でデビュー。2021年5月にチーム制を廃止して統一した際に元Kissbeeの山口瑠璃が加入、8月に解散した。
結成時のメンバー
アマガミチーム：榛名ひかる（チームリーダー）、今野裕菜、宮澤紗稀、峰島美咲、望月ゆかり、矢島舞、杉田優衣、坂下沙耶華、増田莉子
カムカムチーム：内野ねね、平衿華、松田理沙、犬童智琴、長谷川早紀（チームリーダー）、金田胡桃、横尾莉緒（総合リーダー）、遠藤あゆ、山本咲来

#### ツイート
1. ↑  rena_happy_4のツイート（1123551609449934854）
2. 1 2  CUG_kissbeeのツイート（521123208309649408）
3. 1 2  kissbee_ticketのツイート（1023857024390459392）
kissbee_ticketのツイート（1040916609441779712）
4. ↑  Yui_0o0のツイート（1139165261251076097）
5. ↑  Yui_0o0のツイート（1179378508927254528）
6. ↑  CUG_kissbeeのツイート（608240377032613889）
7. ↑  CUG_kissbeeのツイート（504970327118454784）
8. ↑  CUG_kissbeeのツイート（520759768013488128?）
9. ↑  CUG_kissbeeのツイート（531086515116314624）
10. ↑  charapera_のツイート（549419577860300800）
11. ↑  CUG_kissbeeのツイート（549158749084987392）
12. ↑  CUG_kissbeeのツイート（611157256348930048）
13. ↑  CUG_kissbeeのツイート（650270027434692608）
kissbee_ticketのツイート（649877155074080772）
14. ↑  CUG_kissbeeのツイート（684360126078173184）
15. ↑  kissbee_ticketのツイート（684948652163371008）
16. ↑  KissBeeWESTのツイート（691263084644552704）
17. ↑  CUG_kissbeeのツイート（711885161722294273）
18. ↑  CUG_kissbeeのツイート（712258218920050688）
19. ↑  CUG_kissbeeのツイート（713658966840971264）
20. ↑  CUG_kissbeeのツイート（713716761846087680）
21. ↑  KissBeeWESTのツイート（714399885294903296）
22. ↑  CUG_kissbeeのツイート（744131322189217792）
23. ↑  CUG_kissbeeのツイート（781474943456292864）
24. ↑  MUSIC_BB_staffのツイート（782791229855588352）
25. ↑  kissbee_ticketのツイート（795546412024872960）
_KissBeeYouthのツイート（792957797910446080）
26. ↑  CUG_kissbeeのツイート（790026190853541888）
27. ↑  CUG_kissbeeのツイート（812640471809806336）
28. ↑  kissbee_ticketのツイート（857063830895026176）
29. ↑  CUG_kissbeeのツイート（870966832353517568）
30. ↑  kissbee_ticketのツイート（879953482937122816）
31. ↑  kissbee_ticketのツイート（895987554406719492）
32. ↑  kissbee_ticketのツイート（895259866859622400）
33. ↑  _KissBeeYouthのツイート（934359178100948993）
34. ↑  kissbee_ticketのツイート（968080138691739648）
35. ↑  commingsoon624のツイート（1006506530550702080）
36. ↑  CUG_kissbeeのツイート（1011499380858281984）
37. ↑  commingsoon624のツイート（1024202790141190144）
38. ↑  kissbee_ticketのツイート（1048859177269907456）
39. ↑  kissbee_ticketのツイート（1110828498178850816）
40. ↑  kissbee_ticketのツイート（1136199021049991168）
41. 1 2  waiq_yahoojpのツイート（1144154397389152256）
42. ↑  waiq_yahoojpのツイート（1165170523350847489）
43. ↑  kissbee_ticketのツイート（1159416568490541058）
44. ↑  _KissBeeYouthのツイート（1188015128039448576）
_KissBeeYouthのツイート（1188015609520328704）
45. ↑  kissbee_ticketのツイート（1203971906883342336）
46. ↑  kissbee_ticketのツイート（1216273255067111426）
47. ↑  _KissBeeYouthのツイート（1221012413404725248）
48. ↑  _KissBeeYouthのツイート（1234047689840443393）
49. ↑  Sayako1128のツイート（1337662899926384640）
50. ↑  CUG_kissbeeのツイート（1329753385810104320）
51. ↑  kissbee_ticketのツイート（1377547432922292227）
52. ↑  rena_happy_4のツイート（1438129648022405124）
53. ↑  CUG_kissbeeのツイート（1482321696359026689）
54. ↑  kissbee_ticketのツイート（1513490769050423299）
55. ↑  CUG_kissbeeのツイート（1513443809132130307）
56. ↑  kisschareのツイート（1574715484909588489）
57. ↑  CUG_kissbeeのツイート（1585572117717782528）
58. ↑  CUG_kissbeeのツイート（1583050410344222720）
59. ↑  _KissBeeYouthのツイート（1643522921036660741）
60. ↑  CUG_kissbeeのツイート（1617824622749319168）
61. ↑  seika0705のツイート（1658132080889597952）
62. ↑  _KissBeeNextのツイート（1675112018074845185）
63. ↑  kissbee_ticketのツイート（1672573465046687744）
64. ↑  _KissBeeNextのツイート（1677939141957517313）
65. ↑  _KissBeeNextのツイート（1704812834167931132）
66. ↑  CUG_kissbeeのツイート（1667353429998698496）
67. ↑  kissbee_ticketのツイート（1713904218480967947）
68. ↑  _KissBeeNextのツイート（1731983584049942623）
69. ↑  kissbee_ticketのツイート（1713904218480967947）
70. ↑  _KissBeeNextのツイート（1756654426365043181）
71. ↑  Yui_0o0のツイート（1759885858663227738）
72. ↑  s_nono0211のツイート（1759885615821459519）
73. ↑  CUG_kissbeeのツイート（1768261439662551083）
74. ↑  _KissBeeNextのツイート（1770692005875573202）
75. ↑  kissbee_ticketのツイート（1774769019335393401）
76. ↑  CUG_kissbeeのツイート（1782364074657054850）
77. ↑  _KissBeeNextのツイート（1791439348900266248）
78. ↑  warakora_ntvのツイート（1819327283334992309）
79. ↑  CUG_kissbeeのツイート（1815703410018324538）
80. ↑  kissbee_ticketのツイート（1834170088510873781）
81. ↑  CUG_kissbeeのツイート（1849058200190095425）
82. ↑  CUG_kissbeeのツイート（1873622961095422290）
83. ↑  gbs_gameのツイート（1069878656007200768）
84. ↑  _KissBeeYouthのツイート（1044889508250935296）
85. ↑  _KissBeeYouthのツイート（1089861588335513600）
86. ↑  _KissBeeYouth/のツイート（1149305152630693889）
87. ↑  _KissBeeYouthのツイート（1148119322054647808）
88. 1 2  _KissBeeYouthのツイート（1151094567095029760）
89. ↑  _KissBeeYouthのツイート（1172143358979928065）
90. ↑  _KissBeeYouthのツイート（1214858197044826112）
91. ↑  _KissBeeYouthのツイート（1215971800099651585）
92. ↑  _KissBeeYouthのツイート（1219903963958349825）
93. ↑  _KissBeeYouthのツイート（1239747225455980544）
94. ↑  _KissBeeYouthのツイート（1331556203567083522）
95. ↑  _KissBeeNextのツイート（1407684884588482562）
96. ↑  _KissBeeNextのツイート（1443534582159085576）
97. ↑  _KissBeeNextのツイート（1602656782408716288）
98. ↑  _KissBeeNextのツイート（1602656782408716288）
99. ↑  _KissBeeNextのツイート（1602656782408716288）
100. ↑  _KissBeeNextのツイート（1643522921036660741）
101. ↑  _KissBeeNextのツイート（1643522921036660741）
102. ↑  _KissBeeNextのツイート（1731983584049942623）
103. ↑  _KissBeeNextのツイート（1756654426365043181）
104. ↑  _KissBeeNextのツイート（1757404279453745317）
105. ↑  _KissBeeNextのツイート（1786350128791703878）
106. ↑  commingsoon624のツイート（1073554275282767872）
107. ↑  commingsoon624のツイート（1407684851021451266）
108. ↑  kawaiivampire18のツイート（1233977011284004866）
109. ↑  CUG_kissbeeのツイート（1245304510857146368）
110. ↑  round1_fanevenのツイート（1333319861364133888）
111. ↑  kawaiivampire18のツイート（1392087968739774471）